# Renée C. Kraan-Korteweg
Renée C. Kraan-Korteweg est une astronome sud-africaine, née le 7 mai 1954, vice-présidente de l'Union astronomique internationale de 2015 à 2018.